# بنی فنتون
بنی فنتون (انگلیسی: Benny Fenton; ۲۸ اکتبر ۱۹۱۸ – ۲۹ ژوئیهٔ ۲۰۰۰) بازیکن فوتبال اهل بریتانیا بود.
از باشگاه‌هایی که در آن بازی کرده‌است می‌توان به باشگاه فوتبال وستهام یونایتد، باشگاه فوتبال چارلتون اتلتیک، باشگاه فوتبال میلوال، و باشگاه فوتبال کولچستر یونایتد اشاره کرد.